# Happy Hoes
Happy Hoes är en svensk popgrupp som består av Camilla Henemark och Dominika Peczynski, samt Martin "Miss Inga" Johansson. Gruppen har släppt två musiksinglar "Dont Try to Steal My Limelight" och "We Rule the World". Den senare, "We Rule the World", är skriven tillsammans med och producerad av producentduon Slumber Party.
Happy Hoes framträdde på Stockholms Pridefestival den 4 augusti 2012.